# Démographie de la Mayenne
La démographie de la Mayenne est caractérisée par une faible densité.
Avec ses 305 437 habitants en 2022, le département français de la Mayenne se situe en 74e position sur le plan national.
En six ans, de 2015 à 2021, sa population a diminué de près de 2 050 unités, c'est-à-dire de plus ou moins 340 personnes par an. Mais cette variation est différenciée selon les 240 communes que comporte le département.
La densité de population de la Mayenne, 59 habitants par kilomètre carré en 2022, est deux fois inférieure à celle de la France entière qui est de 107,1 hab./km2 pour la même année.

## Évolution démographique du département de la Mayenne
La population de la Mayenne connaît une croissance régulière depuis 1962, date à laquelle elle avait connu son plus bas niveau (250 030 habitants).
Cette période de croissance suit une longue période de déclin d'un siècle : en effet, entre 1861 et 1962, la Mayenne avait perdu plus de 100 000 habitants, passant de 375 153 habitants en 1861 à 262 817 hab. en 1921 puis à 250 030 hab. en 1962.
Les causes de cette hémorragie démographique des années 1860-1960 sont multiples : rareté des fermes libres, difficulté pour les métayers et journaliers d'accéder à la propriété, crise de l'artisanat rural, faiblesse de l'industrie mayennaise, attraction des villes extérieures dynamiques (Rennes, Nantes, Angers, Le Mans, Paris) où les salaires sont plus élevés. Les pertes humaines de la Grande Guerre avaient également accentué le phénomène.
Depuis une quarantaine d'années, le bouleversement des structures économiques, l'industrialisation tardive mais plus assurée du département, de même que son urbanisation, ont permis de retrouver le niveau de population des années 1890-1900. 
En 2022, le département comptait 305 437 habitants, en évolution de −0,73 % par rapport à 2016 (France hors Mayotte : +2,11 %).
| 1791 | 1801    | 1806    | 1821    | 1826    | 1831    | 1836    | 1841    | 1846    |
| ---- | ------- | ------- | ------- | ------- | ------- | ------- | ------- | ------- |
| -    | 305 654 | 332 253 | 343 819 | 354 138 | 352 586 | 361 765 | 361 392 | 368 439 |

| 1851    | 1856    | 1861    | 1866    | 1872    | 1876    | 1881    | 1886    | 1891    |
| ------- | ------- | ------- | ------- | ------- | ------- | ------- | ------- | ------- |
| 374 566 | 373 841 | 375 163 | 367 855 | 350 637 | 351 933 | 344 881 | 340 063 | 332 387 |

| 1896    | 1901    | 1906    | 1911    | 1921    | 1926    | 1931    | 1936    | 1946    |
| ------- | ------- | ------- | ------- | ------- | ------- | ------- | ------- | ------- |
| 321 187 | 313 103 | 305 457 | 297 732 | 262 447 | 259 934 | 254 479 | 251 348 | 256 317 |

| 1954    | 1962    | 1968    | 1975    | 1982    | 1990    | 1999    | 2006    | 2011    |
| ------- | ------- | ------- | ------- | ------- | ------- | ------- | ------- | ------- |
| 251 522 | 250 030 | 252 762 | 258 789 | 271 784 | 278 037 | 285 338 | 299 000 | 307 031 |

| 2016    | 2021    | 2022    | - | - | - | - | - | - |
| ------- | ------- | ------- | - | - | - | - | - | - |
| 307 688 | 305 933 | 305 437 | - | - | - | - | - | - |

## Population par divisions administratives

### Arrondissements
Le département de la Mayenne comporte trois arrondissements. La population se concentre principalement sur l'arrondissement de Mayenne, qui recense 38 % de la population totale du département en 2022, avec une densité de 39,7 hab./km2, contre 38 % pour l'arrondissement de Laval et 24 % pour celui de Château-Gontier.
| Arrondissement  | Population(2022) | Variation(2022/2016)                       | Superficie(km2) | Densité(hab./km2) |
| --------------- | ---------------- | ------------------------------------------ | --------------- | ----------------- |
| Mayenne         | 117 487          | en évolution de −2,89 % par rapport à 2016 | 2 961,8         | 39,7              |
| Laval           | 114 872          | en évolution de +1,71 % par rapport à 2016 | 686,1           | 167,4             |
| Château-Gontier | 73 078           | en évolution de −0,94 % par rapport à 2016 | 1 527,4         | 47,8              |
| Source : Insee. |                  |                                            |                 |                   |

### Communes de plus de5 000 habitants
Sur les 240 communes que comprend le département de la Mayenne, 27 ont en 2021 une population municipale supérieure à 2 000 habitants, huit ont plus de 5 000 habitants et trois ont plus de 10 000 habitants : Laval, Château-Gontier-sur-Mayenne et Mayenne.
Les évolutions respectives des communes de plus de 5 000 habitants sont présentées dans le tableau ci-après.
| Commune                     | Population(2022) | Variation(2022/2016)                       | Superficie(km2) | Densité(hab./km2) |
| --------------------------- | ---------------- | ------------------------------------------ | --------------- | ----------------- |
| Laval                       | 49 474           | en évolution de −0,04 % par rapport à 2016 | 34,22           | 1 445,8           |
| Château-Gontier-sur-Mayenne | 16 539           | -                                          | 68,49           | 241,5             |
| Mayenne                     | 12 854           | en évolution de −0,3 % par rapport à 2016  | 19,88           | 646,6             |
| Évron                       | 8 380            | -                                          | 68,24           | 122,8             |
| Saint-Berthevin             | 7 384            | en évolution de +0,54 % par rapport à 2016 | 32,11           | 230               |
| Changé                      | 6 482            | en évolution de +8,94 % par rapport à 2016 | 34,68           | 186,9             |
| Bonchamp-lès-Laval          | 6 294            | en évolution de +5,82 % par rapport à 2016 | 27,51           | 228,8             |
| Ernée                       | 5 511            | en évolution de −3,84 % par rapport à 2016 | 36,53           | 150,9             |
| Source : Insee.             |                  |                                            |                 |                   |

## Structures des variations de population

### Soldes naturels et migratoires depuis 1968
La variation moyenne annuelle est en régression depuis les années 1970, passant de 0,5 à −0,1 %.
Le solde naturel annuel qui est la différence entre le nombre de naissances et le nombre de décès enregistrés au cours d'une même année, a baissé, passant de 0,7 à 0 %. La baisse du taux de natalité, qui passe de 18,1 à 10,1 ‰, n'est en fait pas compensée par une baisse du taux de mortalité, qui parallèlement passe de 10,9 à 10,1 ‰.
Le flux migratoire est également négatif sur la période courant de 1968 à 2021. Il varie entre −0,2 et −0,1 %.
| Indicateurs démographiques                       | 1968 à1975 | 1975 à1982 | 1982 à1990 | 1990 à1999 | 1999 à2010 | 2010 à2015 | 2015 à2021 |
| ------------------------------------------------ | ---------- | ---------- | ---------- | ---------- | ---------- | ---------- | ---------- |
| Variation annuelle moyenne de la population en % | 0,5        | 0,5        | 0,3        | 0,3        | 0,6        | 0,1        | -0,1       |
| - due au solde naturel en %                      | 0,7        | 0,6        | 0,4        | 0,4        | 0,4        | 0,3        | -0,0       |
| - due au solde apparent des entrées sorties en % | -0,2       | -0,0       | -0,2       | -0,1       | 0,2        | -0,2       | -0,1       |
| Taux de natalité en ‰                            | 18,1       | 15,9       | 13,9       | 12,5       | 13,4       | 12,1       | 10,1       |
| Taux de mortalité en ‰                           | 10,9       | 10,2       | 9,5        | 9,0        | 8,9        | 9,0        | 10,1       |
| Source : Insee.                                  |            |            |            |            |            |            |            |

### Mouvements naturels sur la période 2014-2022
En 2014, 3 456 naissances ont été dénombrées contre 2 759 décès. Le nombre annuel des naissances a diminué depuis cette date, passant à 3 040 en 2022, indépendamment à une augmentation, mais relativement faible, du nombre de décès, avec 3 413 en 2022. Le solde naturel est ainsi négatif et diminue, passant de 697 à -373.
Pour des raisons techniques, il est temporairement impossible d'afficher le graphique qui aurait dû être présenté ici.

## Densité de population
La densité de population est en augmentation depuis 1968.
En 2021, la densité était de 59,1 hab./km2.
| 1968 |  | 48.8 |  |

| 1975 |  | 50.6 |  |

| 1982 |  | 52.5 |  |

| 1990 |  | 53.7 |  |

| 1999 |  | 55.1 |  |

| 2010 |  | 59.2 |  |

| 2015 |  | 59.5 |  |

| 2021 |  | 59.1 |  |

## Répartition par sexes et tranches d'âges
La population du département est plus âgée qu'au niveau national.
En 2021, le taux de personnes d'un âge inférieur à 30 ans s'élève à 34,1 %, soit en dessous de la moyenne nationale (35,1 %). À l'inverse, le taux de personnes d'âge supérieur à 60 ans est de 29,1 % la même année, alors qu'il est de 26,6 % au niveau national.
En 2021, le département comptait 151 048 hommes pour 154 885 femmes, soit un taux de 50,63 % de femmes, légèrement inférieur au taux national (51,61 %).
Les pyramides des âges du département et de la France s'établissent comme suit.
| Hommes | Classe d’âge | Femmes |
| ------ | ------------ | ------ |
| 1,1    | 90 ou +      | 2,5    |
| 8      | 75-89 ans    | 10,6   |
| 17,7   | 60-74 ans    | 18,4   |
| 20,3   | 45-59 ans    | 19,4   |
| 17,3   | 30-44 ans    | 16,6   |
| 16,9   | 15-29 ans    | 14,9   |
| 18,8   | 0-14 ans     | 17,6   |

| Hommes | Classe d’âge | Femmes |
| ------ | ------------ | ------ |
| 0,7    | 90 ou +      | 1,9    |
| 7,0    | 75-89 ans    | 9,5    |
| 16,6   | 60-74 ans    | 17,5   |
| 20,0   | 45-59 ans    | 19,5   |
| 18,8   | 30-44 ans    | 18,3   |
| 18,3   | 15-29 ans    | 16,7   |
| 18,6   | 0-14 ans     | 16,7   |

## Répartition par catégories socioprofessionnelles
La catégorie socioprofessionnelle des ouvriers est surreprésentée par rapport au niveau national. Avec 17,3 % en 2021, elle est 5,6 points au-dessus du taux national (11,7 %). La catégorie socioprofessionnelle des autres personnes sans activité professionnelle est quant à elle sous-représentée par rapport au niveau national. Avec 12,3 % en 2021, elle est 4,7 points en dessous du taux national (17 %).
| Catégorie socioprofessionnelle                    | 2015    | 2015 | 2021    | 2021 | Détails de l'année 2021 | Détails de l'année 2021 | Détails de l'année 2021            | Détails de l'année 2021            | Détails de l'année 2021            |
| Catégorie socioprofessionnelle                    | Nb      | %    | Nb      | %    | Hommes                  | Femmes                  | Part en % de la population âgée de | Part en % de la population âgée de | Part en % de la population âgée de |
| Catégorie socioprofessionnelle                    | Nb      | %    | Nb      | %    | Hommes                  | Femmes                  | 15 à 24 ans                        | 25 à 54 ans                        | 55 ans ou +                        |
| ------------------------------------------------- | ------- | ---- | ------- | ---- | ----------------------- | ----------------------- | ---------------------------------- | ---------------------------------- | ---------------------------------- |
| Agriculteurs exploitants                          | 7 401   | 3,0  | 6 871   | 2,7  | 4 829                   | 2 042                   | 0,4                                | 4,2                                | 2,0                                |
| Artisans, commerçants, chefs d'entreprise         | 7 782   | 3,1  | 7 823   | 3,1  | 5 554                   | 2 269                   | 0,5                                | 5,4                                | 1,7                                |
| Cadres et professions intellectuelles supérieures | 12 595  | 5,1  | 13 814  | 5,5  | 8 086                   | 5 728                   | 1,1                                | 10,0                               | 2,5                                |
| Professions intermédiaires                        | 30 798  | 12,4 | 32 810  | 13,1 | 15 230                  | 17 580                  | 8,9                                | 23,4                               | 4,2                                |
| Employés                                          | 37 194  | 15,0 | 35 058  | 14,0 | 6 998                   | 28 060                  | 14,6                               | 22,7                               | 5,3                                |
| Ouvriers                                          | 43 949  | 17,8 | 43 438  | 17,3 | 32 338                  | 11 100                  | 20,5                               | 27,9                               | 5,9                                |
| Retraités                                         | 78 868  | 31,9 | 79 898  | 31,9 | 36 469                  | 43 429                  | 0,0                                | 0,2                                | 73,1                               |
| Autres personnes sans activité professionnelle    | 29 007  | 11,7 | 30 755  | 12,3 | 12 903                  | 17 853                  | 54,0                               | 6,2                                | 5,3                                |
| Ensemble                                          | 247 595 | 100  | 250 467 | 100  | 122 407                 | 128 060                 | 100                                | 100                                | 100                                |
| Sources : Insee,.                                 |         |      |         |      |                         |                         |                                    |                                    |                                    |